# Ausstellungshaus Spoerri

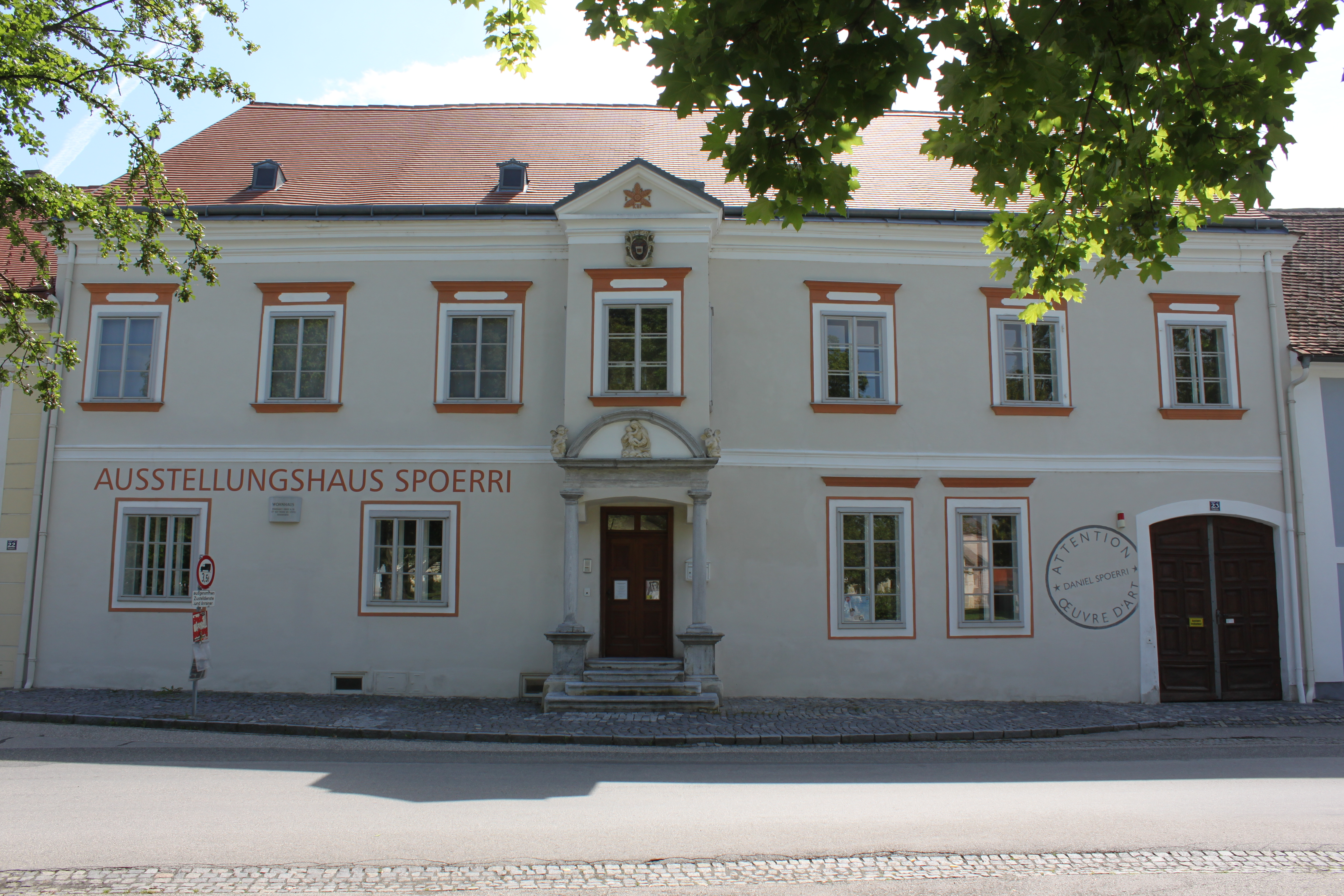
Ausstellungshaus Spoerri in Hadersdorf am Kamp

Das Ausstellungshaus Spoerri als Kunsthaus steht am Hauptplatz 23 in Hadersdorf am Kamp in der Marktgemeinde Hadersdorf-Kammern im Bezirk Krems-Land in Niederösterreich. Das als Hohenfurterhaus bezeichnete Gebäude steht unter Denkmalschutz.

## Geschichte
Das ehemalige Bürgerhaus wurde 2009 als Kunsthaus in die Nutzung genommen. Ein bis zweimal jährlich werden Ausstellungen gegeben, wo Werke von Daniel Spoerri in einen Dialog mit Werken von Künstlerfreunden von Spoerri treten.

## Architektur
Das sogenannte Hohenfurterhaus ist ein breitgelagerter, traufständiger, im Kern aus dem späten 16. (?) oder frühen 17. Jahrhundert stammender Bau mit Mittelportal und seitlicher Durchfahrt. Über dem Portalaufgang erhebt sich auf Beschlagwerkkonsolen ein einachsiger Mittelerker mit Dreieckgiebel. Eine vorgeblendete, stützende Säulenädikula mit Rundgiebel ist in Formen des 17. Jahrhunderts ausgeführt. Im Portalfeld befindet sich ein reliefiertes Mariahilf-Gnadenbild. Eine Wappenkartusche am Erker ist mit 1767 bezeichnet. Ein biedermeierliches Tor führt zur platzlgewölbten Durchfahrt. Im Erdgeschoß ist eine Stichkappentonne des Baukerns mit rechteckigem, angeputztem Spiegelfeld zu sehen.

## Ausstellungen
- 27. März bis 02. November 2025: Zimtzauber. Alltag.Zufall.Kleben. Daniel Spoerri
- 23. März bis 27. Oktober 2024: Am Speicher sind Sachen. Das Collage-Prinzip
- 25. März bis 29. Oktober 2023: Ein roter Faden. Textile Wege in der Kunst
- 27. März – 30. Oktober 2022: Ben & Spoerri
- 27. März – 14. November 2021: Daniel Spoerri & Art Brut
- 30. Mai – 31. Oktober 2020: Daniel Spoerri und Eat Art
- 31. März – 03. November 2019: Mehrfach einmalig – Das Multiple
- 24. März – 20. Oktober 2018: Fluxus
- 1. April bis 29. Oktober 2017: Kunst durch die Blume
- 3. Juli bis 30. Oktober 2016: Jean Tinguely & Daniel Spoerri
- 19. März bis 26. Juni 2016: François Morellet – Daniel Spoerri – Roland Topor
- 21. März – 01. November 2015: Lieben & Haben
- 10. Juli – 02. November 2014: Neue Werke von Daniel Spoerri
- 29. März – 29. Juni 2014: Mit Dabei – 3× Wiegand und Spoerri
- 23. März – 03. November 2013: Bernhard Luginbühl
- 5. Mai – 28. Oktober 2012: Paralipomena
- 3. September – 30. Oktober 2011: Vera Mercer & Daniel Spoerri
- 28. Mai – 28. August 2011: André Thomkins & Daniel Spoerri
- 3. März – 15. Mai 2011: Die Künstler des Giardino
- 20. März – 28. Oktober 2010: Eva Aeppli & Daniel Spoerri
- 19. Juni – 28. Oktober 2009: Nachschlag – Daniel Spoerri